# Matt Molloy

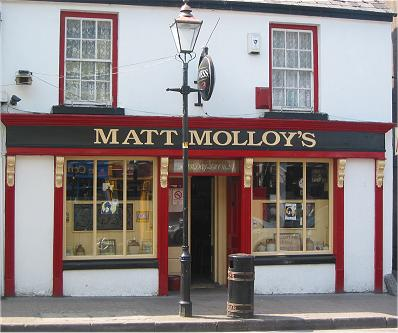
Matt Molloy's pub in Westport

Matt Molloy (Ballaghaderreen (County Roscommon), 12 januari 1947) is een fluitist uit Ierland. Hij begon al op achtjarige leeftijd fluit te spelen en in zijn zeventiende levensjaar won hij het All Ireland Flute Championship. Hij was met Tommy Peoples een van de oprichters van The Bothy Band in 1975. Sedert 1979 is hij een van de leden van de befaamde Ierse Folkband The Chieftains. In Westport, County Mayo in het westen van Ierland is hij eigenaar van een bekende pub.

## Discografie
- The Bothy Band - Green Linnet, 1975
- Old Hag You Have Killed Me - Green Linnet, 1976
- Live in Concert (The Bothy Band) - Green Linnet, 1976
- Out of the Wind and into the Sun (The Bothy Band) - Green Linnet, 1977
- After Hours (The Bothy Band) - Green Linnet, 1978
- Matt Molloy, Paul Brady and Tommy Peoples - Green Linnet, 1978
- Best of the Bothy Band - Green Linnet, 1981
- Matt Molloy and Seán Keane with Arty McGlynn (Contentment is Wealth) - Green Linnet, 1985
- Matt Molloy; Stony Steps - Green Linnet, 1987
- Planxty: After The Break - Tara Records, 1979
- Planxty: The Woman I Loved So Well - Tara Records, 1980
- Planxty: High Kings of Tara - Tara, 1980 (cassette)
- Sixteen Ninety-One: Irish Traditional Pub Music - 1973
- Matt Molloy - Mulligan, 1976
- Mocheal Thu {cassette only} - Gael Linn, begin tachtiger jaren
- The Gathering - 1981
- The Heathery Breeze: - Shanachie, 1993
- Matt Molloy (accompanied by Dónal Lunny) - Green Linnet, 1991
- Micheál Ó Súilleabháin : Oileán/Island - Venture Records, 1991
- Music At Matt Molloy's - Real World Music, 1992
- Heart of the Gaels - Green Linnet, 1992
- Celts Rise Again - Green Linnet Records, 1992
- The Fire Aflame - Claddagh, 1993
- Celtic Graces: A Best of Ireland - EMI, 1994
- Flight of the Green Linnet - Green Linnet Records, 1995
- The Twentieth Anniversary Collection - Green Linnet Records, 1996
- Met Mike Oldfield: Voyager - WEA/Warner Bros. Records, 1996
- Met Carlos Núñez: Brotherhood of Stars - RCA Victor, 1997
- Shadows on Stone - Caroline Records, 1997
- Traditional Music of Ireland - Celtophile Records, 1997
- Met James Keane: With Friends Like These - Shanachie, 1998
- Legends of Ireland - Rhino Records, 1998

- Voor zijn optredens bij The Chieftains zie de discografie aldaar.